# Muñecos del destino
Muñecos del destino es una parodia de telenovela argentina protagonizada por títeres de tela. Es una miniserie de ocho capítulos en HD, que duran 23 minutos cada uno. Fue transmitida por la TV Pública Digital, los lunes a las 23:30 durante septiembre y octubre de 2012. Patricio García es el director, guionista y autor de la música de esta telenovela recreada con muñecos de tela. Un elenco de cuarenta títeres de tela la protagoniza. 
La obra fue realizada gracias al financiamiento que brinda el concurso de Series Federales de Ficción Argentina, organizado por el Instituto Nacional de Cine y Artes Audiovisuales (INCAA) y el Ministerio de Planificación para la Televisión Digital Abierta e integra el Banco Audiovisual de Contenidos Universales Argentinos. La cineasta Lucrecia Martel era jurado y apadrinó el proyecto.

## Sinopsis
La historia está protagonizada por títeres de tela y abreva en citas y referencias clásicas y modernas en torno al melodrama y al teleteatro. Transcurre en la calle Maipú, en San Miguel de Tucumán, lugar de concentración de la comunidad sirio-libanesa de la ciudad argentina. Naim Masmud es un joven que sueña con volar en parapente, pero debe dirigir el negocio de venta de tela de su familia una vez que su padre, Said Masmud, es asesinado por Lidia, su exempleada. Naim está comprometido con Layla Ale Alí, una chica que fingió accidentarse para que él no la deje y que, secretamente, sale con su jardinero Víctor. La vida de Naim cambia cuando conoce a Jessica, una chica rebelde que comienza a trabajar en la tienda de los Masmud y pronto se enamora. Naim debe decidir entre casarse con Layla y dedicarse a dirigir el negocio de su familia o huir con Jessica, el amor de su vida.

## Personajes
Principales
- Naim Masmud: Hijo menor de Don Masmud y Doña Soraya. Es un joven idealista, que no quiere atarse a nada. Está de novio con una mujer que no ama, Layla. Entre el mandato familiar y la culpa que padece (Layla finge tener graves heridas a partir de un accidente que ambos tuvieron en motocicleta), Naim siente que no puede, o no debe dejarla. Él es el encargado de elegir el reemplazo de Lidia (despedida anteriormente por su padre). De entre las aspirantes Naim elige a la más distraída, Jessica, sin importar que su padre exprese molestia al respecto. La razón es que se siente atraído por ella. Antes que su padre muera, tiene una pelea fuerte con él, lo que después produce que se vea obligado a dirigir el negocio por remordimiento.

- Said Masmud (villano): Padre de Naim y Fátima. Es un hombre  que se comporta de manera cruel y fría, al cual solo parece importarle el dinero. Es enemigo de muchas personas. Tuvo en el pasado un amorío con Mariaangeles, una gitana, que maldijo a su hija. Él despide injustamente a Lidia y ella lo amenaza de muerte. Es asesinado accidentalmente por ella, pero Mariaangeles maldice a Soraya, su esposa, para que el espíritu de don Masmud los persiga para siempre.

- Layla Ale Alí (villana): Prometida de Naim, bella y maléfica, no ama a su pareja. Solo está con él por los intereses económicos, que el arreglo entre ambas familias le provendrá cuando el matrimonio se concrete. Ella en realidad está enamorada de Victor, su jardinero, pero la presión de su madre (la mayor interesada en conseguir el dinero) provoca que solo pueda tratarse de un amante. Luego de tener un accidente con Naim en su motocicleta y percibir que este podría querer dejarla, finge heridas muchos más graves de las que verdaderamente experimentó con la intención de retenerlo a través de la culpa.

- Lidia (villana): Exempleada de Don Masmud. Aplicada y con un talento innato para decorar vidrieras. Por una confusión, Don Masmud la despide y ella lo amenaza de muerte.  Posteriormente lo asesina accidentalmente. Poco a poco comienza a volverse paranoica, y enloquece. Nancy, otra de las empleadas, luego de descubrir la verdad, decide ayudarla.

- Fátima Masmud: Hija mayor de Don Masmud y Doña Soraya. Vive libremente, lejos de sus conservadores padres, en Estados Unidos. Tras la muerte de su padre, descubre que la han desheredado por aparecer desnuda en la tapa de una revista estadounidense, de alcance internacional. Fátima nació con una grave enfermedad, y su tío Ente le donó un órgano. En algún momento (y luego de reconciliarse con su madre) expresa el deseo de acompañar a su hermano en la dirección del negocio familiar, pero éste debido a los resabios machistas de su crianza no se lo permite. Cuando nació, Mariangeles le echó una maldición, sin embargo la hechicera gitana lo niega.

- Jessica: Ella es una chica callada y un tanto distraída. Canta en una banda y comienza a trabajar en la tienda de los Masmud con el objetivo de ahorrar para irse a España. Se siente atraída por Naim.

- Nancy: Empleada de Don Masmud y mejor amiga de Lidia y Noelia. Ella descubre que Lidia mató a Don Masmud, y se convierte en cómplice para encubrir el hecho. La situación la sobrepasa de nervios y la lleva a experimentar picos de estrés. Siente atracción por Mario, uno de los detectives que investiga el asesinato del comerciante.

Secundarios
- Soraya Masmud: Madre de Fátima y Naim, viuda de Don Masmud. Es una mujer muy sensible, correcta, tradicionalista. Deshereda a Fátima cuando ve su foto en la revista,  aunque su amor, que parece más fuerte la lleva a perdonarla. Quiere que Naim siente cabeza y se case con Layla. Es quien finalmente encuentra y rescata a su hija.

- Amira Ale Alí (villana): Madre de Layla. Ella es una mujer de clase alta, que por su viudez y su incapacidad de manejar el negocio de su esposo comienza a perder su capital económico. Ayuda a Lyla encubriendo lo de su accidente, para salvar el matrimonio y por lo tanto la unión con los Masmud que le abrirá la llave a su dinero.

- Victor: Es el jardinero y amante de Layla. No hay demasiado desarrollo de su personaje en la serie, por lo tanto el espectador no conoce mucha información sobre él.

- Noelia: Empleada de Don Masmud y amiga de Lydia y Nancy. Amable, pero también muy curiosa y metida en los asuntos de los demás.

- Doctor Chaile (villano): Un médico falso que fue expulsado de la Facultad de Medicina. Responsable de ayudar a Layla con su engaño a Naim y posteriormente con su embarazo.

- Tío Ente: Tío de Soraya, quien le dona el riñón a Fátima. Es anciano y senil.

- Mariangeles (villana): Mujer de origen gitano, examante de Don Masmud. Madre de un supuesto hijo de él. Responsable de la presunta maldición a Fátima. Reclama parte de la herencia de Don Masmud. Tras una discusión con Soraya, maldice al espíritu de su marido a no descansar hasta que se haga justicia.

- Sandro (villano): Hijo de Mariaangeles y, supuestamente, de Don Masmud. Medio hermano de Fátima y Naim.

- Detective Romero: Detective que investiga el caso de Don Masmud.

- Mario: Ayudante de Romero. Siente atracción por Nancy.
- Marcelo: Contador de la familia Masmud.

## Arte de la Serie
“La propia historia que contábamos nos llevó a pensarla con muñecos de tela en referencia a la tela que se comercia, y a que son personajes que están en conflicto entre su propia voluntad y lo que se espera de ellos: es como si los movieran fuerzas externas, como si fueran títeres.” (^Patricio García, página 12, 2012)
Con la utilización de los títeres en decorados realizados en cartón íntegramente a mano en miniatura se logró un ciclo televisivo con un estética formal única, por esos muñecos de tela que sin tener ningún tipo de gestualidad parecieran tener sentimientos tales como la alegría, el sufrimiento, el enojo, la bronca, la impotencia, el amor; en donde los recursos técnicos juegan un papel clave para lograr estas expresiones, las puestas de cámaras, el sonido ambiente y los efectos sonoros, las voces en off de los actores, etc.
Desde el diseño arte se construyeron más de treinta escenografías con paredes removibles (para poder generar plantas de cámara desde distintos puntos de vista) y más de cuarenta muñecos con sus diferentes vestuarios. El trabajo de preproducción duró poco más de tres meses.
Las escenografías fueron numerosas y diversas a lo largo de la primera temporada, entre las cuales se pueden enumerar las siguientes:
- La sedería Masmud (Interior y Exterior)
- La oficina de Don Masmud (dentro de la sedería)
- Paisajes al aire libre
- Residencia Ale Alí (Interior y Exterior)
- Habitación de Layla (Interior, Residencia Ale Alí)
- Calle principal en donde se encuentra la Sederia de Don Masmud
- Negocio de la Gitana Mariangeles (Interior y Exterior)
- Living de la residencia Ale Alí
- Residencia Masmud (Interior y Exterior)
- Living de la Residencia Masmud
- Interior de la Iglesia
- Campanario de la Iglesia
- Habitación de Naim
- Comedor de la Residencia Masmud
- Bar (Donde dialogan Layla y Naim)
- Interior de una ambulancia
- Cementerio
- Baldío (donde Lidia entierra el arma)
- Departamento de Lidia (interior)
- Balcón de la Residencia Masmud
- Bar La Maipú
- Aeropuerto (interior)
- Comedor Residencia Ale Alí
- Patio de la Residencia Masmud
- Discoteca (Interior)
- Consultorio del médico de la familia Ale Alí (Interior)
- Departamento de Lidia (Exterior)
- Oficina del Investigador
- Habitación de la Madre de Layla Ale Alí
- Plaza de Juegos (Exterior)
- Habitación de Naim (En Flash Back de su infancia)
- Calles de la ciudad (En Flash Back)
- Callejón sin salida
- Oficina del Aeropuerto
- Casa de Jessica (Exterior)
- Barco (Proa, Exterior)
- Ático de la Residencia Masmud
- Oficina de detención del Aeropuerto
- Alta Mar
- Ruta (Por donde anda Naim)

Cada una de estas escenografías poseen gran detalle en su estructura, como parte de una construcción de realismo en la diégesis propia de la narrativa. De este modo es posible visualizar un trabajo en distintos planos que permiten elaborar una atmósfera cotidiana en la cual los personajes desarrollan sus acciones. Lo mismo sucede con los diseños y texturas que se emplean en los vestuarios.

## Audiencia
Su primer programa tuvo la mitad del rating del programa más visto del canal, llegando a 2.6 puntos. Promedió 1.2 en todo el mes.
| Lunes | 27 de agosto     | Capítulo 1 | 2.5 | [ 8 ]                                                                                                 |
| Lunes | 3 de septiembre  | Capítulo 2 | -   | No emitido debido a la Cadena Nacional de la presidenta Cristina Kirchner, por el Día de la Industria |
| Lunes | 10 de septiembre | Capítulo 2 | 0.9 | [ 10 ]                                                                                                |
| Lunes | 17 de septiembre | Capítulo 3 | 1.2 | [ 11 ]                                                                                                |
| Lunes | 24 de septiembre | Capítulo 4 | 1.2 | [ 12 ]                                                                                                |
| Lunes | 1 de octubre     | Capítulo 5 | 1.0 | [ 13 ]                                                                                                |
| Lunes | 8 de octubre     | Capítulo 6 | 0.5 | [ 14 ]                                                                                                |
| Lunes | 15 de octubre    | Capítulo 7 | 0.9 | [ 15 ]                                                                                                |
| Lunes | 22 de octubre    | Capítulo 8 | 1.2 | [ 16 ]                                                                                                |

     Emisión más vista.

     Emisión menos vista.

## Visión On Line
La serie puede verse completa y de forma gratuita en el canal de Youtube, de su compañía productora. La tira fue subida a la página oficial de contenidos de la CDA, pero actualmente el sitio se encuentra en construcción.

## Segunda temporada
El director Patricio García dio a conocer el inicio del rodaje de la segunda temporada de la miniserie. *«Empezó el rodaje de la segunda temporada de 'Muñecos del Destino'». Consultado el 24 de octubre de 2017. En esta ocasión la emisión sería por Canal 10 de Tucumán y contará con la inclusión de Sofía Ortega, Nicolás Araoz y  Soledad Arostegui al elenco original de la primera temporada.

## Voces
- Daniela Canseco	...	 Lidia
- Gabriel Carreras	...	 Layla Ale Alí
- Luis De La Bárcena	...	 Doctor Chaile
- Daniel Elías		...	 Juez Abdul
- Ana Claudia García	...	 Doña Amira
- Guido Guerrero		...	 Noelia
- Claudia Gutiérrez	...	 Doña Soraya
- Liliana Juárez	...	 Mariángeles
- Pablo Latapie		...	 Detective Romero
- Susana Lopez		...	 Nancy
- Sofía Ortega		...	 Jessica Nieva
- Sergio Prina	...	 Perpetuo
- Ezequiel Radusky	...	 Mario
- Federico Terzi	...	 Luis
- Agustín Toscano	...	 Naim Masmud
- Rubén Ávila		...	 Don Masmud